# Stenorrhoe pyralidimima
Stenorrhoe pyralidimima är en fjärilsart som beskrevs av W. Warren 1906. Stenorrhoe pyralidimima ingår i släktet Stenorrhoe och familjen mätare. Inga underarter finns listade i Catalogue of Life.